# Середа, Александра Яковлевна
Александра Яковлевна Середа (3 марта 1910, село Ситковцы, теперь пгт Немировского района Винницкой области — 16 июня 1996) — украинская советская деятельница, новатор сельскохозяйственного производства, звеньевая колхоза «Украина» Немировского района Винницкой области. Депутат Верховного Совета УССР 5-го созыва. Герой Социалистического Труда (31.12.1965).

## Биография
Родилась 3 марта 1910 года в крестьянской семье. Трудовую деятельность начала наймичкой у зажиточных крестьян.
С 1929 года — колхозница, звеньевая колхоза «Украина» поселка Ситковцы Ситковецкого (затем — Брацлавского, Немировского района Винницкой области. Собирала высокие урожаи сахарной свёклы. В 1958 году на площади 11,5 гектаров вырастила урожай по 540 центнеров свеклы с каждого гектара.
Член КПСС с 1956 года. Делегат ХХ съезда Коммунистической партии Украины и XXIII съезда КПСС.
Потом — на пенсии в пгт Ситковцы Немировского района Винницкой области. Умерла 16 июня 1996 года.

## Награды
- Герой Социалистического Труда (31.12.1965)
- два ордена Ленина (26.02.1958, 31.12.1965)
- ордена
- медали